# 硫酸铜
硫酸铜，化学式CuSO4，無水為白色粉末，或因不纯而呈淡灰绿色，是可溶性铜盐。硫酸铜常见的形态为其结晶体，一水合硫酸四水合铜（[Cu(H2O)4]SO4·H2O，即五水合硫酸铜），为蓝色固体，故俗名為蓝矾、胆矾。其水溶液因水合铜离子的缘故而呈现出蓝色，故在实验室里无水硫酸铜常被用于检验水的存在。在现实生产生活中，硫酸铜常用于炼制精铜，與熟石灰混合可製农药波尔多液。硫酸铜属于重金属盐，味酸，略有苦味，有毒，成人致死剂量0.9g/kg。若误食，应立即大量食用或飲用牛奶、鸡蛋清、牛肉等富含蛋白质食品，或者使用EDTA钙钠盐解毒。

## 制备

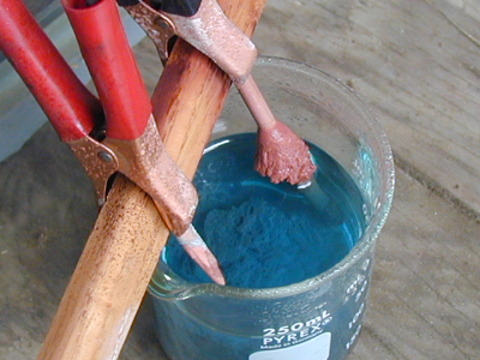
用铜电极电解硫酸制备硫酸铜

硫酸铜可以用硫酸与氧化铜反应制得。
CuO + H2SO4 {\displaystyle \to } CuSO4 + H2O
碳酸銅跟硫酸反應都可以製備硫酸銅：
{\displaystyle {\ce {CuCO3 + H2SO4 -> CuSO4 + CO2 + H2O}}}
亦可用铜电极电解硫酸制得。也可以用浓硫酸和铜共热制取：
{\displaystyle {\ce {Cu + 2H2SO4 -> CuSO4 + SO2 + 2H2O}}}
也可用碱式碳酸铜加酸分解來製備硫酸銅。
{\displaystyle {\ce {Cu2 ( OH ) 2CO3 + 2H2SO4 -> 2CuSO4 + CO2 + 3H2O}}}

## 化学性质

### 置换反应
金属活动性位于铜之前的金属可以将硫酸铜溶液中的铜置换出来，如：
Sn + CuSO4 →  SnSO4 + Cu
Fe + CuSO4 → FeSO4 + Cu
明朝《本草綱目》記載硫酸銅（膽礬）「能化鐵為銅」，說明古代人們已經明白有這種置換反應。

### 配体取代反应
硫酸铜和适量氨水反应，生成氢氧化铜沉淀，当氨水过量时，沉淀溶解，形成深蓝色的硫酸四氨合铜溶液，结晶可得到晶体：
CuSO4 + 2 NH3·H2O → Cu(OH)2↓ + (NH4)2SO4
CuSO4 + 4 NH3·H2O → [Cu(NH3)4]SO4 + 4 H2O

### 热分解

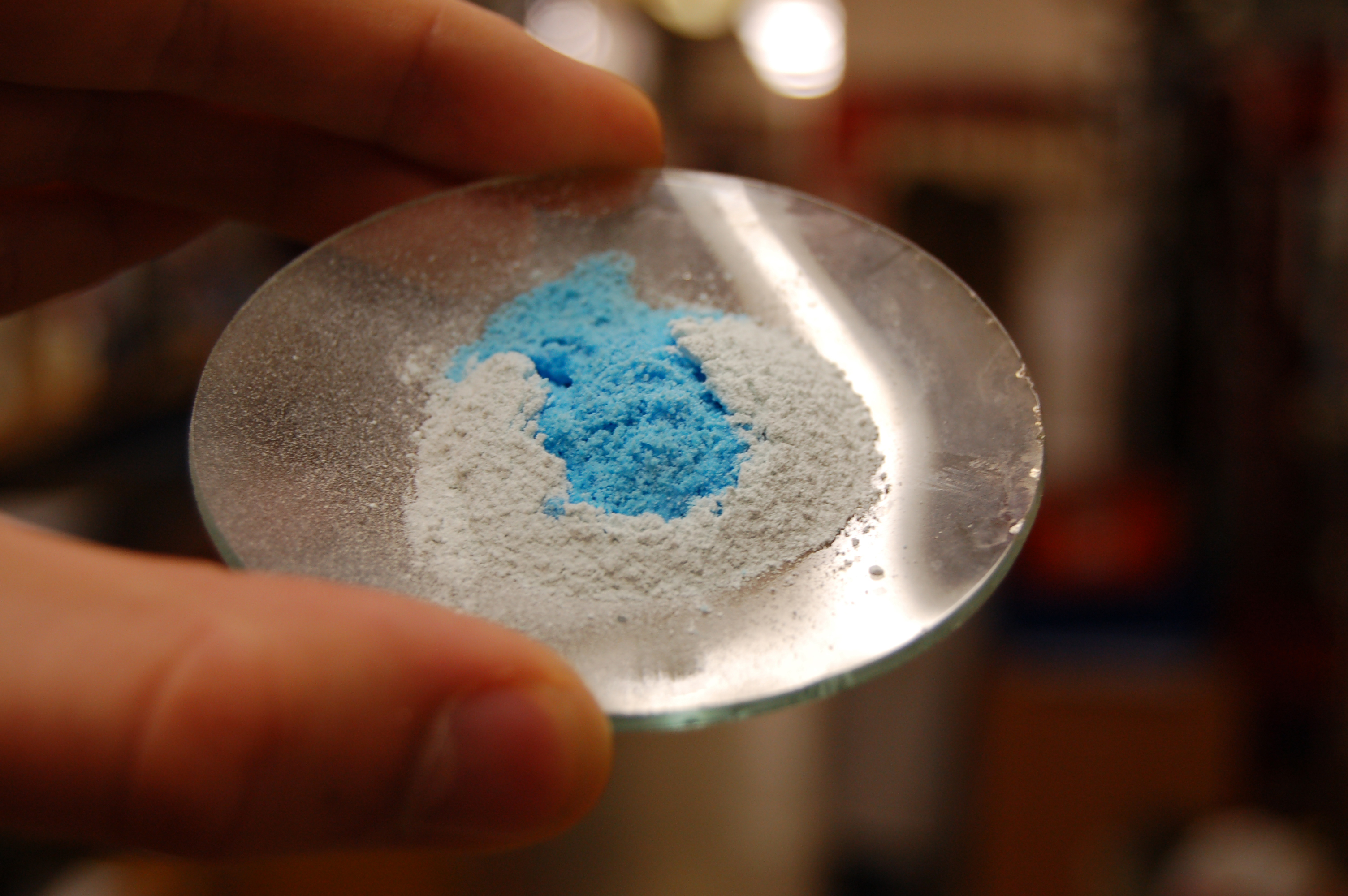
白色無水硫酸銅粉末滴入水後呈藍色

硫酸铜五水合物在56.5 °C可以分解为浅蓝色的三水合物，在70.5 °C生成一水合物。也有文献指出根据反应条件的不同，分解温度也不同，如95.6 °C五水合物分解为三水合物，液相以饱和溶液的形式存在，或103 °C时的硫酸铜饱和溶液析出三水合物。另外，在较高温度下无水硫酸铜可以分解形成氧化铜和三氧化硫，古人曾用此方法制备硫酸。

## 用途
硫酸铜可以用于杀灭真菌。与石灰水混合后生成波尔多液，用于控制柠檬、葡萄等作物上的真菌。 稀溶液用于水族馆中灭菌 以及除去蜗牛。由于铜离子对鱼有毒，用量必须严格控制。大多数真菌只需非常低浓度的硫酸铜就可被杀灭。此外，硫酸铜也可用来控制大肠杆菌。
硫酸銅也可用於除藻，其機制為铜離子穿透細胞壁取代葉綠素中的镁離子，使葉綠體無法行光合作用，進而滅亡。

## 化學用途

### 菇農業
室內種菇可能用來作為農藥,如果菇表面有藍色即是代表被污染和不能食用。

### 分析试剂
几种化学分析都需用到硫酸铜。它用于斐林试剂和班氏试剂中检验还原糖。在反应中，二价铜离子被还原成一价的不溶红色沉淀氧化亚铜。硫酸铜还可用于双缩脲试剂中用来检测蛋白质，其原理是铜与蛋白质会形成紫色的络合物。
硫酸铜可用于检验贫血。将血样滴入硫酸铜溶液中，若血样中含足够血红蛋白，血样会快速下沉；若血红蛋白含量不够，血样会悬浮在溶液中。
焰色反应中硫酸铜显蓝绿色，比钡离子的颜色蓝得多。

### 有机合成
硫酸铜可以用于有机合成。无水盐用于催化缩醛反应。五水盐与高锰酸钾反应生成一种氧化剂，用于伯醇的转换。

### 化学教育
硫酸铜通常被包含在儿童的化学实验试剂中，用于晶体的生成试验和电镀铜实验。因为它的毒性，不建议幼儿使用。硫酸铜常用于演示放热反应，演示时将镁条插入硫酸铜溶液中。硫酸铜还可以用来演示晶体失水风化和得到结晶水的过程。
在初中化学中，利用硫酸铜与铁发生的置换反应验证质量守恒定律，以及研碎硫酸铜晶体来区分物理变化和化学变化。

### 藥用
硫酸銅亦可以用作催吐劑，現在則認為這樣用毒性太大。但其仍是世界衛生組織ATC代码 (V03)列出的一種解毒劑。
硫酸铜配成溶液后可以和白磷反应，在白磷烧伤和白磷中毒上有应用。